# NGC 4633
NGC 4633 هي مجرة حلزونية تبعد حوالي 70 مليون سنة ضوئية تقع في كوكبة الهلبة (كوكبة). وهو يتفاعل مع المجرة القريبة NGC 4634  تم اكتشافه من قبل عالم الفلك إدوارد سويفت في 27 أبريل 1887. أيضا تم اكتشافه في 23 نوفمبر 1900 من قبل عالم الفلك أرنولد شواسمان وهو عضو في مجموعة العذراء.

## وصلات خارجية
- NGC 4633 على موقع ويكي سكاي: DSS2, SDSS, GALEX, IRAS, Hydrogen α, X-Ray, Astrophoto, Sky Map, Articles and images